# Arhopala whiteheadi
Arhopala whiteheadi är en fjärilsart som beskrevs av Corbet 1946. Arhopala whiteheadi ingår i släktet Arhopala och familjen juvelvingar. Inga underarter finns listade i Catalogue of Life.